# Luis Olivas
Luis Alejandro Olivas Salcedo (Tepic, 10 febbraio 2000) è un calciatore messicano, difensore del Guadalajara e della nazionale messicana.

## Carriera

### Club
Prodotto delle giovanili del Guadalajara, nel 2019 viene ceduto in prestito al Tudelano, formazione militante nella terza divisione spagnola, per l'intera stagione. Rientrato dal prestito, il 2 dicembre 2020 debutta con il Guadalajara, nell'incontro di campionato pareggiato per 1-1 contro il León.

### Nazionale
Dopo aver militato nelle nazionali giovanili messicane Under-15 ed Under-17, l'8 dicembre 2021 ha esordito con la nazionale messicana giocando l'amichevole pareggiata 2-2 contro il Cile.

## Statistiche

### Presenze e reti nei club
Statistiche aggiornate al 7 marzo 2022.
| Stagione        | Squadra         | Campionato      | Campionato | Campionato | Coppe nazionali | Coppe nazionali | Coppe nazionali | Coppe continentali | Coppe continentali | Coppe continentali | Altre coppe | Altre coppe | Altre coppe | Totale | Totale |
| Stagione        | Squadra         | Comp            | Pres       | Reti       | Comp            | Pres            | Reti            | Comp               | Pres               | Reti               | Comp        | Pres        | Reti        | Pres   | Reti   |
| --------------- | --------------- | --------------- | ---------- | ---------- | --------------- | --------------- | --------------- | ------------------ | ------------------ | ------------------ | ----------- | ----------- | ----------- | ------ | ------ |
| 2019-2020       | Tudelano        | SDB             | 14         | 2          | CR              | 1               | 0               |                    | -                  | -                  |             | -           | -           | 15     | 2      |
| 2020-2021       | Guadalajara     | LMX             | 6          | 0          |                 | -               | -               |                    | -                  | -                  |             | -           | -           | 6      | 0      |
| 2021-2022       | Guadalajara     | LMX             | 19         | 0          |                 | -               | -               |                    | -                  | -                  |             | -           | -           | 19     | 0      |
| Totale carriera | Totale carriera | Totale carriera | 39         | 2          |                 | 1               | 0               |                    | -                  | -                  |             | -           | -           | 40     | 2      |

### Cronologia presenze e reti in nazionale
| Cronologia completa delle presenze e delle reti in nazionale ― Messico | Cronologia completa delle presenze e delle reti in nazionale ― Messico | Cronologia completa delle presenze e delle reti in nazionale ― Messico | Cronologia completa delle presenze e delle reti in nazionale ― Messico | Cronologia completa delle presenze e delle reti in nazionale ― Messico | Cronologia completa delle presenze e delle reti in nazionale ― Messico | Cronologia completa delle presenze e delle reti in nazionale ― Messico | Cronologia completa delle presenze e delle reti in nazionale ― Messico |
| Data                                                                   | Città                                                                  | In casa                                                                | Risultato                                                              | Ospiti                                                                 | Competizione                                                           | Reti                                                                   | Note                                                                   |
| ---------------------------------------------------------------------- | ---------------------------------------------------------------------- | ---------------------------------------------------------------------- | ---------------------------------------------------------------------- | ---------------------------------------------------------------------- | ---------------------------------------------------------------------- | ---------------------------------------------------------------------- | ---------------------------------------------------------------------- |
| 8-12-2021                                                              | Austin                                                                 | Messico                                                                | 2 – 2                                                                  | Cile                                                                   | Amichevole                                                             | -                                                                      |                                                                        |
| 27-4-2022                                                              | Orlando                                                                | Messico                                                                | 0 – 0                                                                  | Guatemala                                                              | Amichevole                                                             | -                                                                      | 82’                                                                    |
| Totale                                                                 |                                                                        | Presenze                                                               | 2                                                                      |                                                                        | Reti                                                                   | 0                                                                      |                                                                        |